# Fever (album de Black Milk)
Pour les articles homonymes, voir Fever.
Albums de Black Milk
If There's a Hell Below
(2014)
Fever est le septième album studio de Black Milk, sorti le 23 février 2018

## Liste des titres
| No  | Titre                                          | Contient un (des) sample(s) de | Durée |
| --- | ---------------------------------------------- | ------------------------------ | ----- |
| 1.  | unVEil (featuring Sudie)                       |                                | 2:53  |
| 2.  | But I Can Be (featuring Ab)                    |                                | 3:02  |
| 3.  | Could It Be                                    |                                | 3:29  |
| 4.  | 2 Would Try (featuring Dwele)                  |                                | 3:32  |
| 5.  | Laugh Now Cry Later                            |                                | 3:52  |
| 6.  | True Lies                                      |                                | 4:03  |
| 7.  | eVE                                            |                                | 1:23  |
| 8.  | Drown                                          |                                | 3:55  |
| 9.  | DiVE                                           |                                | 2:45  |
| 10. | Foe Friend                                     |                                | 3:18  |
| 11. | Will Remain                                    | Storm de Rare Silk             | 4:32  |
| 12. | You Like to Risk It All / Things Will Never Be |                                | 3:34  |